# Olenka
Olenka (en russe : Оленька) est un prénom féminin ukrainien ainsi que le surnom des « Alexandra » (Aleksandra ou en russe : Александра) en Pologne.
C'est également un diminutif du prénom slave « Olia » et aussi confondu avec « Olena / Hélène ».